# Эроэ, Антуан
Антуан Эроэ, известный как Ла Мезон-Нев (фр. Antoine Héroet; около 1492—1568) — французский поэт, ренессансный гуманист, религиозный деятель, епископ диньский (06.02.1553 — 1567).

## Биография
Родился в Париже в семье королевского казначея, связанной с канцлером Франциска II Франсуа Оливье.
Изучал право в Париже. В 1524 году стал получать пенсион от Маргариты Наваррской, что позволяло ему жить безбедно и приблизиться к ученому кругу гуманистов, художников и поэтов, окружавших Маргариту Наваррскую, являвшемуся одним из очагов французского Ренессанса.
В 1529 году стал «чрезвычайным пансионером» Маргариты Наваррской и Луизы Савойской, что продлилось до 1539 года.
Король назначил его аббатом Серкансо. В течение пятнадцати лет, отделявших его от назначения аббатом Серкансо до назначения епископом Диня в 1553 году, поэтическая слава Антуана Эроэ продолжала расти.

## Творчество
Неизвестно, когда Эроэ начал писать стихи.
Поэзия Эроэ относится к его ранним годам, так как, получив епископство, он перестал писать светские стихи, поскольку считал, что это не соответствует его положению.
Эроэ принадлежал к лионской школе поэзии, лидером которой был Морис Сэв.
Его стихи хвалили Клеман Маро и Ронсар.
Известен поэмой «La parfaicte amie» (Лион, 1542), в которой развил идею чистой духовной любви, основанную главным образом на прочтении итальянских неоплатоников. Книга вызвала большие споры.